# رالف جاكسون
رالف جاكسون (بالإنجليزية: Ralph Jackson)‏ مواليد 15 أغسطس 1962 في لوس أنجلوس، هو لاعب كرة سلة أمريكي سابق تم اختياره من قبل فريق إنديانا بايسرز خلال الدرافت وحمل الرقم 2. يبلغ طوله 6 قدم 2 بوصة (1.9 م).

## روابط خارجية
- رالف جاكسون على موقع إن بي أي (الإنجليزية)
- رالف جاكسون على موقع سبورتس رفرنس (الإنجليزية)
- رالف جاكسون على موقع كلية كرة السلة في سبورتس رفرنس.كوم (الإنجليزية)
- رالف جاكسون على موقع ريلجم (الإنجليزية)
- رالف جاكسون على موقع بروبوليرز (الإنجليزية)